# Rising Sun (yacht)
Rising Sun er verdens 6. længste yacht med en længde på 138 meter (453 fod). Den ejes i fællesskab af David Geffen og Larry Ellison, medstifter af softwarefirmaet Oracle.
Den skulle angiveligt have kostet 290 millioner US$ at bygge, da den var færdigbygget i 2004. Skibet blev bygget på Lürssen-værftet i Bremen, Tyskland.